# Tour de França de 1981
L'edició del Tour de França de 1981, 68a edició de la cursa francesa, es disputà entre el 25 de juny i el 19 de juliol de 1981, amb un recorregut de 3.758 km distribuïts en un pròleg i 22 etapes, dues d'elles amb dos sectors. D'aquestes etapes 6 foren contrarellotges, 4 d'individuals i 2 per equips.
Hi van prendre part 15 equips de 10 corredors cadascun, dels quals sols dos aconseguiren acabar la cursa al complet.
Bernard Hinault torna a guanyar el Tour de França, després que en l'edició anterior hagués d'abandonar per dolors al genoll. Domina la cursa a plaer i des de la 7a etapa duu el mallot groc.
Phil Anderson, a la 6a etapa, es converteix en el primer australià a dur el mallot groc del Tour.
En aquesta edició tornen les bonificacions en l'arribada a les etapes planes.

## Etapes
| Etapa       | Data       | Ciutats d'etapa                                       | type                      | Distància (km) | Vencedor de l'etapa | Líder de la general |
| ----------- | ---------- | ----------------------------------------------------- | ------------------------- | -------------- | ------------------- | ------------------- |
| Pròleg      | 25 de juny | Niça – Niça                                           | pròleg                    | 5,8            | Bernard Hinault     | Bernard Hinault     |
| 1a a etapa  | 26 de juny | Niça – Niça                                           | etapa accidentada         | 97             | Freddy Maertens     | Bernard Hinault     |
| 1a b etapa  | 26 de juny | Niça – Niça                                           | contrarellotge per equips | 40             | TI-Raleigh-Creda    | Gerrie Knetemann    |
| 2a etapa    | 27 de juny | Niça – Lo Martegue                                    | etapa plana               | 254            | Johan van der Velde | Gerrie Knetemann    |
| 3a etapa    | 28 de juny | Lo Martegue – Narbona                                 | etapa plana               | 232            | Freddy Maertens     | Gerrie Knetemann    |
| 4a etapa    | 29 de juny | Narbona – Carcassona                                  | contrarellotge per equips | 77,2           | TI-Raleigh-Creda    | Gerrie Knetemann    |
| 5a etapa    | 30 de juny | Sent Gaudenç – Pla d'Adet                             | etapa de muntanya         | 117,5          | Lucien Van Impe     | Phil Anderson       |
| 6a etapa    | 1 de jul   | Nai – Pau                                             | contrarellotge individual | 26,7           | Bernard Hinault     | Bernard Hinault     |
| 7a etapa    | 2 de jul   | Pau – Bordeus                                         | etapa plana               | 227            | Urs Freuler         | Bernard Hinault     |
| 8a etapa    | 3 de jul   | Ròchafòrt – Nantes                                    | etapa plana               | 182            | Ad Wijnands         | Bernard Hinault     |
| 9a etapa    | 5 de jul   | Nantes – Le Mans                                      | etapa plana               | 196,5          | René Martens        | Bernard Hinault     |
| 10a etapa   | 6 de jul   | Le Mans – Aulnay-sous-Bois                            | etapa plana               | 264            | Ad Wijnands         | Bernard Hinault     |
| 11a etapa   | 7 de jul   | Compiègne – Roubaix                                   | etapa plana               | 246            | Daniel Willems      | Bernard Hinault     |
| 12a a etapa | 8 de jul   | Roubaix – Àrea metropolitana de Brussel·les           | etapa plana               | 107,3          | Freddy Maertens     | Bernard Hinault     |
| 12a b etapa | 8 de jul   | Àrea metropolitana de Brussel·les – Circuit de Zolder | etapa plana               | 137,8          | Eddy Planckaert     | Bernard Hinault     |
| 13a etapa   | 9 de jul   | Beringen – Hasselt                                    | etapa plana               | 157            | Freddy Maertens     | Bernard Hinault     |
| 14a etapa   | 10 de jul  | Mülhausen – Mülhausen                                 | contrarellotge individual | 38,5           | Bernard Hinault     | Bernard Hinault     |
| 15a etapa   | 11 de jul  | Besançon – Thonon-les-Bains                           | etapa accidentada         | 231            | Sean Kelly          | Bernard Hinault     |
| 16a etapa   | 12 de jul  | Thonon-les-Bains – Morzena                            | etapa de muntanya         | 199,5          | Robert Alban        | Bernard Hinault     |
| 17a etapa   | 14 de jul  | Morzena – L'Aup d'Uès                                 | etapa de muntanya         | 230,5          | Peter Winnen        | Bernard Hinault     |
| 18a etapa   | 15 de jul  | Le Bourg-d'Oisans                                     | etapa de muntanya         | 131            | Bernard Hinault     | Bernard Hinault     |
| 19a etapa   | 16 de jul  | Veurey-Voroize – Saint-Priest                         | etapa plana               | 117,5          | Daniel Willems      | Bernard Hinault     |
| 20a etapa   | 17 de jul  | Saint-Priest – Saint-Priest                           | contrarellotge individual | 46,5           | Bernard Hinault     | Bernard Hinault     |
| 21a etapa   | 18 de jul  | Auxerre – Fontenay-sous-Bois                          | etapa plana               | 207            | Johan van der Velde | Bernard Hinault     |
| 22a etapa   | 19 de jul  | Fontenay-sous-Bois – París                            | etapa plana               | 186,8          | Freddy Maertens     | Bernard Hinault     |

## Resultats

### Classificació general final
| \| Classificació general \| Classificació general \| Classificació general \| Classificació general \| Classificació general \| \| Corredor \| Corredor \| Equip \| Temps \| \| \| --------------------- \| ------------------------ \| ---------------------------- \| --------------------- \| --------------------- \| \| 1r \| Bernard Hinault \| Renault-Elf-Gitane \| 96h 19' 38" \| \| \| 2n \| Lucien Van Impe \| Boston-Mavic \| + 14' 34" \| \| \| 3r \| Robert Alban \| La Redoute-Motobécane \| + 17' 04" \| \| \| 4t \| Joop Zoetemelk \| TI-Raleigh-Creda \| + 18' 21" \| \| \| 5è \| Peter Winnen \| Capri Sonne-Koga Miyata \| + 20' 26" \| \| \| 6è \| Jean-René Bernaudeau \| Peugeot-Esso-Michelin \| + 23' 02" \| \| \| 7è \| Johan De Muynck \| Splendor-Wickes Bouwmarkt \| + 24' 25" \| \| \| 8è \| Sven-Åke Nilsson \| Splendor-Wickes Bouwmarkt \| + 24' 37" \| \| \| 9è \| Claude Criquielion \| Splendor-Wickes Bouwmarkt \| + 26' 18" \| \| \| 10è \| Phil Anderson \| Peugeot-Esso-Michelin \| + 27' 00" \| \| \| 11è \| Alfons De Wolf \| Vermeer-Thijs \| + 28' 53" \| \| \| 12è \| Johan van der Velde \| TI-Raleigh-Creda \| + 29' 46" \| \| \| 13è \| Marcel Tinazzi \| Sem-France Loire-Campagnolo \| + 30' 03" \| \| \| 14è \| Paul Wellens \| Boule d'Or-Sunair-Colnago \| + 32' 09" \| \| \| 15è \| Mariano Martínez \| La Redoute-Motobécane \| + 32' 16" \| \| \| 16è \| Eddy Schepers \| DAF Trucks-Côte d'Or-Gazelle \| + 33' 27" \| \| \| 17è \| Raymond Martin \| Miko-Mercier-Vivagel \| + 33' 41" \| \| \| 18è \| Michel Laurent \| Peugeot-Esso-Michelin \| + 34' 41" \| \| \| 19è \| Jean-François Rodriguez \| Renault-Elf-Gitane \| + 38' 32" \| \| \| 20è \| Graham Jones \| Peugeot-Esso-Michelin \| + 41' 06" \| \| \| 21è \| Alberto Fernández Blanco \| Teka-Campagnolo \| + 42' 27" \| \| \| 22è \| Lucien Didier \| Renault-Elf-Gitane \| + 49' 26" \| \| \| 23è \| Jacques Michaud \| Sem-France Loire-Campagnolo \| + 50' 23" \| \| \| 24è \| Dominique Arnaud \| Puch-Wolber-Campagnolo \| + 52' 15" \| \| \| 25è \| Gery Verlinden \| Boule d'Or-Sunair-Colnago \| + 52' 48" \| \| |                          |                              |             |
| |                          |                              |             |
| Font: ProCyclingStats |                          |                              |             |
| Classificació general |                          |                              |             |
| Corredor | Corredor                 | Equip                        | Temps       |
| 1r | Bernard Hinault          | Renault-Elf-Gitane           | 96h 19' 38" |
| 2n | Lucien Van Impe          | Boston-Mavic                 | + 14' 34"   |
| 3r | Robert Alban             | La Redoute-Motobécane        | + 17' 04"   |
| 4t | Joop Zoetemelk           | TI-Raleigh-Creda             | + 18' 21"   |
| 5è | Peter Winnen             | Capri Sonne-Koga Miyata      | + 20' 26"   |
| 6è | Jean-René Bernaudeau     | Peugeot-Esso-Michelin        | + 23' 02"   |
| 7è | Johan De Muynck          | Splendor-Wickes Bouwmarkt    | + 24' 25"   |
| 8è | Sven-Åke Nilsson         | Splendor-Wickes Bouwmarkt    | + 24' 37"   |
| 9è | Claude Criquielion       | Splendor-Wickes Bouwmarkt    | + 26' 18"   |
| 10è | Phil Anderson            | Peugeot-Esso-Michelin        | + 27' 00"   |
| 11è | Alfons De Wolf           | Vermeer-Thijs                | + 28' 53"   |
| 12è | Johan van der Velde      | TI-Raleigh-Creda             | + 29' 46"   |
| 13è | Marcel Tinazzi           | Sem-France Loire-Campagnolo  | + 30' 03"   |
| 14è | Paul Wellens             | Boule d'Or-Sunair-Colnago    | + 32' 09"   |
| 15è | Mariano Martínez         | La Redoute-Motobécane        | + 32' 16"   |
| 16è | Eddy Schepers            | DAF Trucks-Côte d'Or-Gazelle | + 33' 27"   |
| 17è | Raymond Martin           | Miko-Mercier-Vivagel         | + 33' 41"   |
| 18è | Michel Laurent           | Peugeot-Esso-Michelin        | + 34' 41"   |
| 19è | Jean-François Rodriguez  | Renault-Elf-Gitane           | + 38' 32"   |
| 20è | Graham Jones             | Peugeot-Esso-Michelin        | + 41' 06"   |
| 21è | Alberto Fernández Blanco | Teka-Campagnolo              | + 42' 27"   |
| 22è | Lucien Didier            | Renault-Elf-Gitane           | + 49' 26"   |
| 23è | Jacques Michaud          | Sem-France Loire-Campagnolo  | + 50' 23"   |
| 24è | Dominique Arnaud         | Puch-Wolber-Campagnolo       | + 52' 15"   |
| 25è | Gery Verlinden           | Boule d'Or-Sunair-Colnago    | + 52' 48"   |

### Classificacions annexes finals

#### Classificació per punts
| Classificació per punts | Classificació per punts | Classificació per punts      | Classificació per punts | Classificació per punts |
| Corredor                | Corredor                | Equip                        | Punts                   |                         |
| ----------------------- | ----------------------- | ---------------------------- | ----------------------- | ----------------------- |
| 1r                      | Freddy Maertens         | Boule d'Or-Sunair-Colnago    | 428 pts                 |                         |
| 2n                      | William Tackaert        | DAF Trucks-Côte d'Or-Gazelle | 222 pts                 |                         |
| 3r                      | Bernard Hinault         | Renault-Elf-Gitane           | 184 pts                 |                         |
| 4t                      | Alfons De Wolf          | Vermeer-Thijs                | 152 pts                 |                         |
| 5è                      | Rudy Pevenage           | Capri Sonne-Koga Miyata      | 147 pts                 |                         |

#### Classificació de la muntanya
| Classificació de la muntanya | Classificació de la muntanya | Classificació de la muntanya | Classificació de la muntanya | Classificació de la muntanya |
| Corredor                     | Corredor                     | Equip                        | Punts                        |                              |
| ---------------------------- | ---------------------------- | ---------------------------- | ---------------------------- | ---------------------------- |
| 1r                           | Lucien Van Impe              | Boston-Mavic                 | 284 pts                      |                              |
| 2n                           | Bernard Hinault              | Renault-Elf-Gitane           | 222 pts                      |                              |
| 3r                           | Jean-René Bernaudeau         | Peugeot-Esso-Michelin        | 168 pts                      |                              |
| 4t                           | Robert Alban                 | La Redoute-Motobécane        | 134 pts                      |                              |
| 5è                           | Sven-Åke Nilsson             | Splendor-Wickes Bouwmarkt    | 95 pts                       |                              |

#### Classificació del millor jove
| Classificació del millor jove | Classificació del millor jove | Classificació del millor jove | Classificació del millor jove | Classificació del millor jove |
| Corredor                      | Corredor                      | Equip                         | Temps                         |                               |
| ----------------------------- | ----------------------------- | ----------------------------- | ----------------------------- | ----------------------------- |
| 1r                            | Peter Winnen                  | Capri Sonne-Koga Miyata       | 96h 40' 04"                   |                               |
| 2n                            | Claude Criquielion            | Splendor-Wickes Bouwmarkt     | + 5' 52"                      |                               |
| 3r                            | Phil Anderson                 | Peugeot-Esso-Michelin         | + 6' 26"                      |                               |
| 4t                            | Jean-François Rodriguez       | Renault-Elf-Gitane            | + 18' 06"                     |                               |
| 5è                            | Graham Jones                  | Peugeot-Esso-Michelin         | + 20' 40"                     |                               |

#### Classificació per equips
| Classificació per equips | Classificació per equips    | Classificació per equips | Classificació per equips |
| Equip                    | Equip                       | Temps                    |                          |
| ------------------------ | --------------------------- | ------------------------ | ------------------------ |
| 1r                       | Peugeot-Esso-Michelin       | 399h 30' 24"             |                          |
| 2n                       | Renault-Elf-Gitane          | + 11' 20"                |                          |
| 3r                       | Capri-Sonne-Koga Miyata     | + 26' 46"                |                          |
| 4t                       | La Redoute-Motobécane       | + 42' 49"                |                          |
| 5è                       | Sem-France Loire-Campagnolo | + 45' 53"                |                          |